# 鳥衣戰鬥
鳥衣戰鬥發生於1925年10月19日，地點則是在中國津浦鐵路一帶（是否是今滁州市南谯区乌衣镇？有待考证）。是北洋政府時期內戰之一，交戰兩方為蘇浙軍及奉軍。戰鬥末了，奉軍落敗。